# Eugenia Rozlach
Eugenia Rozlach, pseudonim artystyczny: Eugenia Rezler – polska śpiewaczka operowa i pedagog.
Absolwentka Akademii Muzycznej im. Fryderyka Chopina w Warszawie. Doktor habilitowana, pedagog na UMFC. Była solistka Warszawskiej Opery Kameralnej. Występowała również m.in. w Opera Comique w Paryżu, Teatro Albeniz w Madrycie i na Festiwalu Teatralnym w Montpellier. Wykonawczyni pieśni Chopina, Czajkowskiego, Karłowicza, Moniuszki, Paderewskiego, Rachmaninowa, Schuberta i Schumanna.

## Nagrody
- Srebrny Krzyż Zasługi (2005)
- Konkurs Sztuki Wokalnej im. Ady Sari w Nowym Sączu (1988) – II nagroda[1]

oraz laureatka następujących konkursów wokalnych:
- im. Jana Kiepury w Krynicy
- im. Roberta Schumanna w Zwickau
- im. Vincenza Belliniego w Caltanisetta
- im. Gioacchina Rossiniego w Schwetzingen

## Wybrane partie operowe
- Cherubin (Wesele Figara, Mozart)
- Dorabella (Così fan tutte, Mozart)
- Izabella (Włoszka w Algierze, Rossini)
- Niania (Eugeniusz Oniegin, Czajkowski)
- Papagena (Czarodziejski flet, Mozart)
- Rozyna (Cyrulik sewilski, Rossini)
- Stara Buryjowka (Jenůfa, Janáček)